# 에스비비테크
에스비비테크는 1993년에 설립된 대한민국 로봇기업이다. 에스비비테크는 정밀측정기술을 활용한 고정밀 베어링, 엑추에이터 제조를 기반으로 ‘글로벌 초우량 구동장치 제조 전문회사’로 도약하고 있는 기업이다. 에스비비테크는 베어링 전문 업체로 시작해 정밀 감속기 영업으로 사업을 확장한 회사다.
로봇 핵심 부품인 정밀 감속기를 국내 최초로 양산에 성공하면서 주목을 받았다. 로봇 부품은 정밀 감속기 등 핵심 부품의 대일 의존도가 높아 국산화가 절실했다. 정밀 감속기 제품은 높은 기술 진입 장벽으로 일본 하모닉드라이브시스템즈(HDS)가 전 세계 시장 점유율의 70% 이상을 차지할 정도로 독점적 지위를 누리고 있다. 2010년대 HDS의 원천 특허가 소멸돼 가는 시기부터 일본 '니덱-심포(NIDEC-SHIMPO)' 및 중국 '리더 하모니우스드라이브시스템즈(Leader Harmonious Drive Systems)' 등 소수 업체가 진출해 시장을 분할하고 있지만, 여전히 HDS의 높은 기술 경쟁력과 인지도를 넘어서기는 쉽지 않은 상황이다. 이같은 상황에서 에스비비테크는 정밀 감속기 기술을 개발해 기술 자립에 성공했다.
이 회사의 초정밀 감속기인 로보 드라이브(ROBO Drive)는 소형 경량화, 논-백래시(Non-Backlash)를 특징으로 하고 있으며 설계 및 조립이 쉽고, 타 감속기에 비해 (반복) 위치결정 정도와 회전 정도가 높다. 산업용 로봇, 휴머노이드 로봇, FPD 제조장치, 반도체 제조장치 등에 사용된다. 로보 베어링(초박형 베어링)은 반도체 제조설비, 로봇 등에 사용되며 베어링 대비 작은 단면적으로 효율적인 설계 및 경량화가 가능하다.
에스비비테크는 올해 산업통상자원부로부터 ’소부장 으뜸기업'에 선정되면서 기술력을 인정받은데 이어 코스닥 진출 발판도 마련했다. 코스닥 진출을 위한 첫 번째 관문인 기술성 평가에서 A등급을 받으면서 기술 특례 상장이 가능해졌다. 최근 에스비비테크는 생산용 로봇 교체 주기가 도래한 국내 제조 대기업 등으로부터 제품 문의 및 발주 요청이 이어지고 있다. 하모닉 감속기는 신뢰성이 중요한 부품으로, HDS가 지배하는 시장에 침투하기 위한 최우선 과제는 인지도를 확보하는 것이다. 이런 점에서 부품 국산화 수요가 있는 국내 대기업 등에 납품해 꾸준히 레퍼런스를 만들어나가고 있는 에스비비테크의 행보에 귀추가 주목된다.

## 수상
2021년 로봇신문에 의해 '올해의 대한민국 로봇기업(Korea Robot Company of the Year 2021)'에 선정되었다.